# Tomasz Praga
Tomasz Maciej Praga (ur. 11 stycznia 1970 w Przemyślu) – generał dywizji Straży Granicznej, w latach 2016–2018 zastępca komendanta głównego Straży Granicznej, w latach 2018–2024 komendant główny Straży Granicznej.

## Życiorys
Tomasz Praga jest absolwentem Wyższej Szkoły Administracji i Zarządzania w Przemyślu. Służbę rozpoczął w 1992 w Bieszczadzkim Oddziale Straży Granicznej. Od 1994 zajmował stanowiska m.in. kierownika kancelarii tajnej i naczelnika wydziału. W Komendzie Głównej Straży Granicznej służy od 2008.
7 marca 2016 został powołany przez Ministra Spraw Wewnętrznych i Administracji na stanowisko Zastępcy Komendanta Głównego Straży Granicznej. 21 kwietnia 2017 został mianowany na stopień generała brygady. Stanowisko Zastępcy Komendanta Głównego Straży Granicznej zajmował do dnia 23 stycznia 2018.
Od 23 stycznia 2018 pełnił służbę na stanowisku Komendanta Głównego Straży Granicznej. 13 maja 2019 został mianowany na stopień generała dywizji SG. Akt mianowania odebrał 17 maja 2019. W styczniu 2024 został odwołany ze stanowiska Komendanta Głównego Straży Granicznej.

## Odznaczenia
- Srebrny Medal za Zasługi dla Straży Granicznej
- Odznaka Straży Granicznej
- Odznaka absolwenta Kursu Oficerskiego COSSG
- Srebrna Odznaka „Zasłużony dla Ochrony Przeciwpożarowej” (2017)[5]
- Medal 100-lecia ustanowienia Sztabu Generalnego Wojska Polskiego (2018)[6][7]
- Złota Odznaką „Za zasługi w pracy penitencjarnej” (2019)[8]
- Medal Stulecia Utworzenia Policji Państwowej (2019)[9]
- Medal „Milito Pro Christo” (2021)[10]
- Krzyż Oficerski Orderu Odrodzenia Polski (2022)[11]
- Złoty Medal za Zasługi dla Policji (2023)[12]